# O Duque de Wellington (Belgravia)

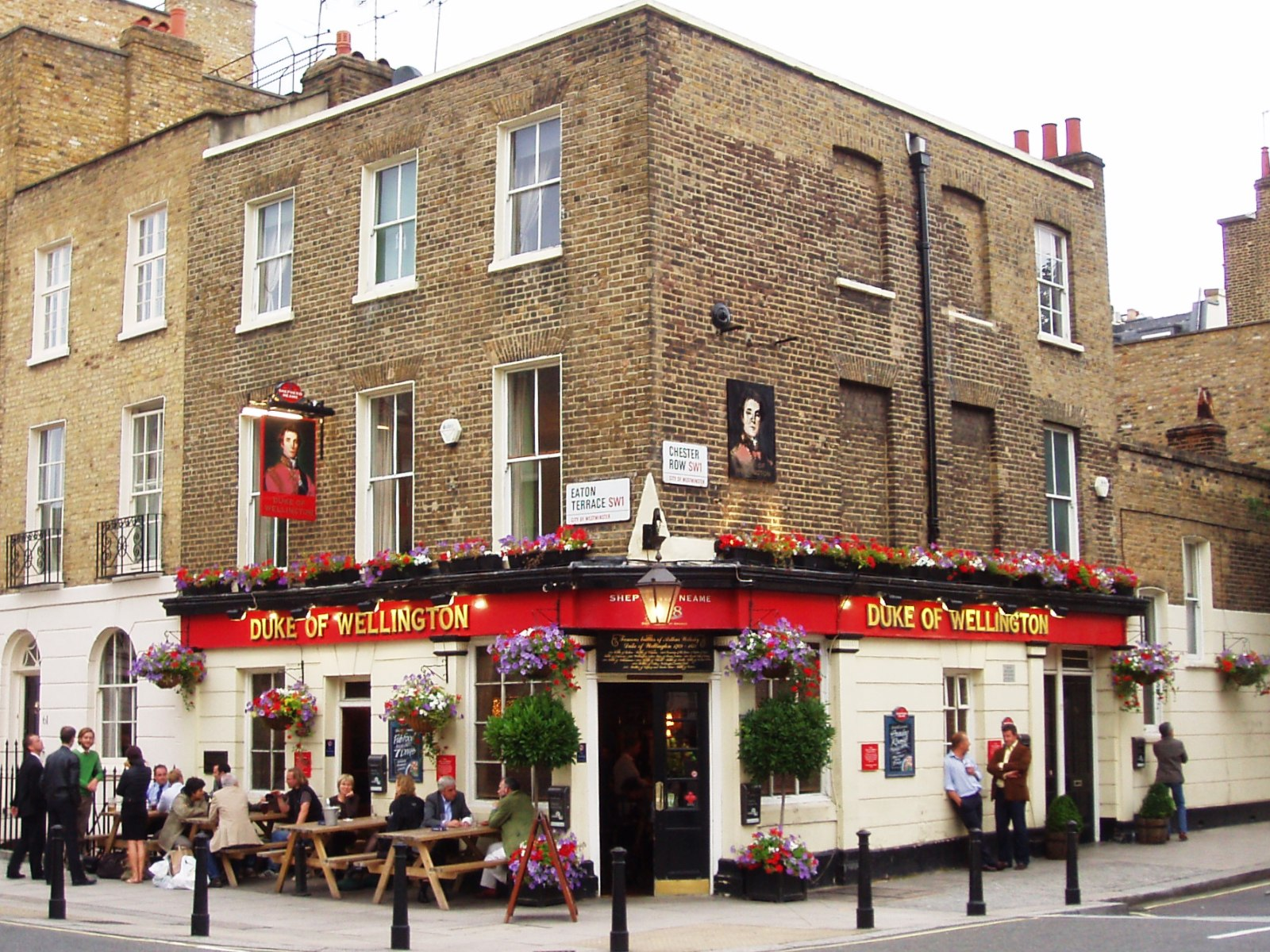
O Duque de Wellington, Belgravia, Londres

O Duque de Wellington é um pub em 63 Eaton Terrace, Belgravia, em Londres.
É um edifício listado como Grau II, construído no início do século XIX.